# Władajski prochod
Władajski prochod (bułg. Владайски проход, pol. Przełęcz Władajska) – przełęcz górska rozdzielająca góry Witosza i Lulin. Ma wysokość 860 m n.p.m. Przez przełęcz prowadzi główna droga łącząca Sofię z Pernikiem i Bułgarią południowo-zachodnią. Na przełęczy znajduje się wieś Władaja.